# Bundesverband der Pneumologen
Der Bundesverband der Pneumologie, Schlaf- und Beatmungsmedizin (BdP) ist ein Verband der Fachärzte für Lungen- und Bronchialheilkunde (=Pneumologie) beziehungsweise der Internisten mit demselben Teilgebiet. Der Verband vertritt die Interessen der Pneumologen in der ärztlichen Berufspolitik. Der BdP stellt einen Dachverband dar, der 12 Landesverbände und die „Bundesarbeitsgemeinschaft pädiatrische Pneumologie e. V.“ (BAPP) bündelt. Er ist ein eingetragener Verein.

## Ziele und Tätigkeiten
- Organisation und Durchführung von Fortbildungsveranstaltungen bzw. Tagungen für Pneumologen und Assistenzpersonal.
- Fragen zur Zertifizierung von Asthmatikern bzw. COPD-Patienten und deren Angehörigen vor Ort.
- Der Verband der Pneumologen ist als TÖB anerkannt.
- Herausgeber der Mitgliedszeitung "Berufspolitische und Verbandspolitische Mitteilungen des Bundesverbands der Pneumologen"
- Projektarbeit (also Internetauftritt für Pneumologen und Patienteninformationen für die Praxis)[3]

## Außenwirkung
Lungenfachärzte organisieren sich im jeweiligen Landesverband ihres Zuständigkeitsbereiches, die im Bundesverband gebündelt werden. Die Landesverbände organisieren ärztliche Fortbildungen, welche mit den für die Ärzteschaft notwendigen CME-Punkte über die Landesärztekammern bereitstellen. Die Kostenübernahme ist durch die Mitgliedschaft im Landesverband gesichert. Die vom Landesverband verauslagten Kosten werden vollständig vom Bundesverband übernommen, so dass diese Kosten für die Landesverbände nur ein Durchlaufender Posten sind. Umfassende Schulungen beugen Behandlungsfehlern vor und helfen, unnötige Risiken zu vermeiden.